# Edge of Forever
Edge of Forever és el novè àlbum d'estudi de la banda estatunidenca Lynyrd Skynyrd i fou publicat l'any 1999.

## Llista de cançons
Totes les cançons foren compostes per Rick Medlocke Gary Rossington Hughie Thomasson i Johnny Van Zant excepte les indicades.
1. «Workin'» − 4:53
2. «Full Moon Night» − 3:44
3. «Preacher Man» − 4:33
4. «Mean Streets» − 4:49
5. «Tomorrow's Goodbye» (Gary Burr, Medlocke, Rossington, Thomasson, Van Zant) − 5:05
6. «Edge of Forever» (Medlocke, Jim Peterik, Van Zant) − 4:23
7. «Gone Fishin'» − 4:22
8. «Through It All» (Robert White Johnson, Peterik, Van Zant) − 5:28
9. «Money Back Guarantee» − 4:01
10. «G.W.T.G.G.» − 4:03
11. «Rough Around the Edges» − 5:05
12. «FLA» − 3:53

## Personal
- Johnny Van Zant − cantant
- Gary Rossington − guitarres solista, rítmica, slide i acústica
- Billy Powell − piano, teclats
- Leon Wilkeson − baix
- Rickey Medlocke − guitarres solista, rítmica, slide i acústica, cantant
- Hughie Thomasson − guitarres solista, rítmica, slide i acústica, cantant
- Kenny Aronoff − bateria
- Dale Krantz Rossington − veus addicionals
- Carol Chase − veus addicionals